# Christian Schultz
Christian Schultz (født 17. juni 1957 i København) er en dansk økonom med speciale i industriøkonomi, konkurrence og regulering samt politisk økonomi. Han er professor i økonomi ved Københavns Universitet, institutleder for Økonomisk Institut sammesteds og formand for Konkurrencerådet.

## Karriere
Christian Schultz blev cand.polit. i 1984 og ph.d. fra Økonomisk Institut ved Københavns Universitet i 1989 med en afhandling med titlen Unemployment in market economies, som Birgit Grodal var vejleder for. Han har været ansat på Økonomisk Institut siden da, i årene 1987-89 som postdoc, 1989-95 som lektor og fra 1995 som professor. Siden 2010 har han været leder for instituttet. Han har været medlem af Konkurrencerådet siden 2001 og dets formand siden 2012. 

## Forskning
Christian Schultz har offentliggjort en lang række artikler, især inden for emnerne industriøkonomi, spilteori og politisk økonomi, i forskellige videnskabelige tidsskrifter, heriblandt Economic Journal, Review of Economic Studies, European Economic Review og Nationaløkonomisk Tidsskrift. Han har bl.a. skrevet en række artikler sammen med den senere overvismand Hans Jørgen Whitta-Jacobsen.

## Offentlig debat
Christian Schultz har desuden lejlighedsvis deltaget i den offentlige debat, bl.a. som forfatter til diverse avisindlæg, hvor han på forskellige tidspunkter har ytret sig om makroøkonomiske teorier (i debat med professor Jesper Jespersen fra RUC), en anbefaling af dansk ØMU-medlemskab, fordele ved teleauktioner, straffesparkskonkurrencens spilteori og Konkurrencerådet og konkurrencelovgivningens virke.